# Frank Crawford Armstrong
Frank Crawford Armstrong (22 novembre 1835 - 8 septembre 1909) est un officier de cavalerie de l'armée des États-Unis et, plus tard, un brigadier général dans l'armée des États confédérés pendant la guerre de Sécession. Il est également connu pour être le seul général confédéré à s'être battu pour les deux camps pendant la guerre de Sécession.

## Avant la guerre
Armstrong naît dans l'agence de Choctaw dans le territoire Indien, où son père, officier de l'armée, est en poste. Le père d'Armstrong, Francis Wells Armstrong, décède trois mois avant la naissance de son fils. En 1854, la mère d'Armstrong épouse le général de la guerre américano-mexicaine, Persifor Smith. En 1854, Armstrong, accompagne son beau-père dans une expédition des troupes de l'armée des États-Unis dans le territoire du Nouveau-Mexique. Sa bravoure dans une bataille contre les Indiens près d'Eagle Spring lui vaut une commission en tant que lieutenant du 2nd Dragoon Regiment en 1855, à la suite de l'obtention de son diplôme du College of the Holy Cross, à Worcester, dans le Massachusetts. Armstrong combat ensuite avec Albert Sidney Johnston contre les mormons au cours de la guerre de l'Utah.

## Guerre de Sécession
En juin 1861, Armstrong est promu capitaine dans l'armée régulière. En juillet, il commande une compagnie de cavalerie de l'Union lors de la première bataille de Bull Run. Cependant, Armstrong démissionne de sa commission et, le 10 août 1861, il rejoint l'armée confédérée. Comme la démission d'Armstrong de l'Union n'entre en vigueur que le 13 août, il est techniquement en service dans les deux camps en même temps. Il sert comme officier d'état-major sous les ordres des généraux confédérés James M. McIntosh et Benjamin McCulloch avant leur mort à la bataille de Pea Ridge, et se tient à seulement quelques mètres de McCulloch lorsqu'il est tué.
En 1863, Armstrong est élu en tant que colonel du 3rd Louisiana Infantry Regiment, et reçoit rapidement le commandement de la cavalerie du major-général Sterling Price. Deux mois plus tard, il est promu brigadier-général et commande la cavalerie de la division commandée par Nathan Bedford Forrest à la bataille de Chickamauga.
En février 1864, Armstrong demande un transfert dans le commandement du major général Stephen D. Lee. Il reçoit le commandement d'une brigade de cavalerie du Mississippi précédemment commandée par le colonel Peter B. Starke. Armstrong et ses hommes accompagnent le corps du lieutenant général. Leonidas Polk de Géorgie et servent lors de la campagne d'Atlanta, avant de participer à la désastreuse campagne du lieutenant général John B. Hood. Il participe aux combats au cours de la campagne contre Murfreesboro, et conduit une grande partie de l'arrière-garde de Forrest après la défaite de Hood à la bataille de Nashville.
Le 23 mars, Armstrong est affecté à la défense de Selma, en Alabama, l'un des derniers centres industriels de la Confédération. Le 2 avril 1865, ses troupes participent aux efforts pour défendre la ville contre une force beaucoup plus grande de l'Union commandée par le major général James H. Wilson. Armstrong est capturé plus tard dans la journée.

## Après la guerre
Avec le retour de la paix, Armstrong travaille pour le service de messagerie routier (Overland Mail Service) au Texas. En raison de son expérience sur la frontière et militaire, il sert comme aux Inspecteur des Indiens des États-Unis de 1885 jusqu'en 1889, et est le commissaire adjoint des affaires indiennes de 1893 à 1895.
Armstrong meurt à Bar Harbor, dans le Maine, en 1909, et est enterré dans le cimetière de Rock Creek à Washington, DC. Il avait épousé Maria Polk Walker, la fille du colonel Joseph Knox Walker. Le colonel Walker est le frère de Lucius Marshall Walker, qui a également servi comme général confédéré.